# Moira Cameron
Pour les articles homonymes, voir Cameron.
Moira Cameron (née en 1964) est la première femme Yeomen Warders (ou Beefeater), c'est-à-dire gardienne de la Tour de Londres, depuis un demi-millénaire. En effet, cette écossaise, native de la région d'Argyll a remporté au détriment de cinq concurrents masculins cette charge très convoitée (20 000 livres par an ainsi qu'un appartement de fonction à même la tour).
Elle a rejoint l'armée à l'âge de 16 ans et a servi pendant 22 ans. Juste avant sa nomination le 3 septembre 2007, elle a suivi une formation de 2 mois qui l'a familiarisé aux 21 tâches de Yeomen. La gardienne de la tour de Londres aura à protéger les joyaux de la Couronne britannique ainsi que de servir de guide aux visiteurs et aux touristes.
Deux de ses collègues masculins ont été suspendus après avoir été accusés de l'avoir harcelée. Son uniforme aurait notamment été endommagé, une entrée à son nom sur Wikipedia falsifiée et des lettres ont été laissées dans son vestiaire.